# Manuel Ferrand
Manuel Ferrand Bonilla (Sevilla, 14 de julio de 1925-ibidem, 31 de agosto de 1985), fue un escritor, periodista e ilustrador, ganador del Premio Elisenda de Moncada en 1966 y del Premio Planeta en 1968.

## Historia
Hijo de Manuel Ferrand Rodríguez y Carmen Bonilla González y nieto del ingeniero francés Teodoro Julio Mateo Ferrand y Couchoud, un hombre ilustrado que escribió algunas obras de teatro costumbrista, nació en la plaza de la Alianza, en el corazón del sevillano barrio de Santa Cruz y a pocos metros de la Giralda. Inició sus estudios en el colegio de San Miguel, donde fue alumno del poeta, periodista y bibliófilo Miguel Romero Martínez, que tuvo una influencia decisiva en su futura trayectoria profesional. Más tarde se matriculó en el colegio Villasis, en cuya revista escolar dejó patentes sus tempranas dotes para el dibujo y la escritura.

Licenciado en Filosofía y Letras por la Universidad de Sevilla, a los veinticinco años comenzó a trabajar como auxiliar de cátedra de Historia del Arte de dicha universidad, y a partir de 1973 se convirtió en catedrático de Historia de la Escultura y Pintura en la Facultad de Bellas Artes, tarea que compaginó con el periodismo, llegando a ser responsable de la sección literaria del diario ABC de Sevilla. En este periódico ejerció las labores de crítico de arte y televisión, dirigió la sección semanal ABC de las Artes, y publicó populares seriales como Carteles de Sevilla o Figuras secundarias de la Pasión, dejando un legado que ha sido reconocido por las nuevas generaciones de periodistas y escritores.
En un país de grandes articulistas y joyeros de la prosa, Manuel Ferrand se inventó un género de crónica donde sofreía humor, ensayo y ficción, creando personajes, inventando tramas o arrebujando libros apócrifos con verdaderos, para disimular su erudición y añadir cada día un capítulo nuevo a esa novela inacabable que es la vida cotidiana.

Fernando Iwasaki (ABC de Sevilla 30/10/2005)
En los años sesenta colaboró en las revistas Dígame, Novedades y, entre 1960 y 1976, en La Codorniz. En esta revista satírica publicó centenares de textos con el seudónimo de Tic, una sección titulada Críticas de la vida y numerosas viñetas de humor, como la protagonizada por su popular personaje Don Perplejo, que siempre se encontraba con manifestaciones con pancartas indescifrables.
En 1967 comienza su carrera como novelista con El otro bando, que ganó el premio Elisenda de Montcada, convocado por la revista Garbo con un jurado exclusivamente femenino, obra con la que le inscribe en la corriente del realismo social. Ese mismo año y con la misma obra ganó el Premio Platero del Ateneo de Sevilla. A finales de los 60 y principios de los setenta despliega un importante actividad cultural como organizador de conferencias, presidente la sección de Literatura del Ateneo Hispalense y miembro del jurado del Premio de novela Ateneo de Sevilla.

En noviembre de 1980 se convirtió en académico de la Real Academia Sevillana de Buenas Letras, con un discurso de ingreso titulado El novelista Gustavo Adolfo Bécquer, que fue contestado por Antonio González Meneses Meléndez. Entre 1981 y 1984, ejerció las funciones de secretario segundo de la institución y también destacó por su faceta como conferenciante, con discursos como Acercamiento a Ortiz de Zúñiga (1981) o Apuntes sobre la mitología popular sevillana (1982).

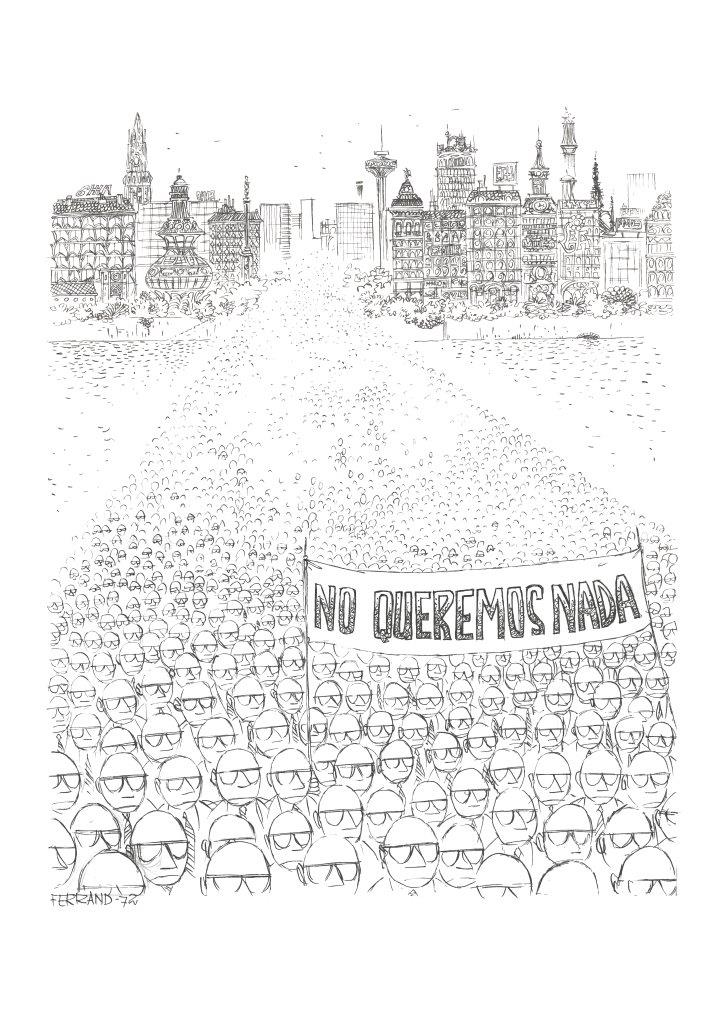
Uno de los dibujos satíricos de Manuel Ferrand.

Como escritor, formó parte del movimiento de narradores de temática andaluza conocido como los «narraluces», con Alfonso Grosso, José Manuel Caballero Bonald y Julio Manuel de la Rosa, entre otros. Su debut literario, El otro bando, obtuvo el Premio Elisenda de Moncada y el Platero de Plata del Ateneo de Sevilla. En 1968 ganó el Premio Planeta por Con la noche a cuestas. En esta novela, que se aproxima al realismo social, retrata con poética sencillez y profundidad psicológica, el cambio de una sociedad, la sevillana en este caso, a finales de los años 60, a través de las vivencias cotidianas y los diálogos nocturnos de unos personajes populares.
"Con la noche a cuestas empieza con un suceso real, el robo en casa del periodista, que ocurrió, en efecto, en la propia casa del autor y recuerda toda su familia, y acaba con otro suceso real, el derrumbe de una obra que, como aviso de la mala construcción e algunos de aquellos pisos de lujo, también ocurrió por aquellos años en los Remedios y formó cierta polvareda en los periódicos. Entre uno y otro transcurre una fábula sin moraleja, un relato de la incipiente sociedad de la opulencia través de la perplejidad de los desposeídos". (José Luis Rodríguez del Corral, autor de la biografía Memoria y fábula de Manuel Ferrand)
En 2025, al cumplirse cien años de su nacimiento, la prensa sevillana se hizo eco del evento con artículos que reseñaban y homenajeaban su figura, como el de Javier González-Cotta, en ElDiario de Sevilla, titulado En el año de Manuel Ferrand, en el que expresaba su deseo de que las autoridades de la capital andaluza estimulasen el centenario del escritor, de quién destacaba "la sobria belleza de su estilo".

## Obras

#### Ensayos
- Carta abierta a un españolito que viene al mundo (1974)[7]
- Calles de Sevilla (1976)
- La naturaleza en Sevilla (1977)
- Gastronomía sevillana (1985)
- Las campanas perdidas (1987)
- Jardines de Sevilla (Póstumo, 1997)

#### Novelas
- El otro bando (1967)
- Con la noche a cuestas (Premio Planeta de novela 1968)(1968)
- La sotana colgada (1970)
- Fábulas sin remedio (1972)
- Quebranto y ventura del caballero Gaiferos (1973)
- La forastera (1974)
- Los farsantes (1975)
- El negocio del siglo (1977)
- Los iluminados (1982)

#### Infantil
- El hombre que conoce las plantas (1983)

Sobre el autor
Memoria y fábula de Manuel Ferrand, de José Luis Rodríguez del Corral (2007)

#### Vida familiar
En 1954 se casó con Encarnación Augustín Horrillo y en 1964, tras enviudar, contrajo nuevo matrimonio con Consuelo Garriga Ruiz. Fruto de estos matrimonios fueron sus nueve hijos: Pablo, Lourdes, Carmen, Manuel Ignacio, Ana María, Inmaculada, Susana, Guillermo y Lito.